# 歌乐山国家森林公园
歌乐山国家森林公园是位于中华人民共和国重庆市沙坪坝区歌乐山的国家级城市公园。

## 历史
歌乐名字来源于“大禹会诸侯于涂山，召众宾歌乐于此”，2004年评选为国家森林公园。公园最高点为海拔693米。